# Індійська музика
Інді́йська му́зика включає розмаїтість живих й історичних жанрів народної, популярної, естрадної й класичної музики. Індійська класична музика, представлена традиціями карнатак і хіндустані, сходить до Самаведи й описана як складна та різноманітна система, що впливає на зовнішній і внутрішній світ, у ряді трактатів перших століть нашої ери і середньовіччя. У сучасності вона пов'язана з високою традицією й особливо з релігійною практикою. Народна музика важлива для збереження ідентичности численних народів Індії. У період мусульманського завоювання індійська музика увібрала й асимілювала ряд традицій й інструментів арабської музики, а в період європейського колоніального панування — елементи й інструменти музики Європи. В XX столітті індійська музика за допомогою ряду видатних європейських та американських музикантів, а також кінематографу та рухів хіпі, нью-ейдж, прозелітичного вайшнавізму й інших стала одним зі значних компонентів музичної розмаїтості загальносвітової культури.

## Витоки
Індійська музика є однією з найдревніших і самобутніх музичних культур. Її витоки сягають до цивілізацій Хараппи і Мохенджо-Даро (3-є тис. до н. е.). Важливий етап розвитку індійської музики пов'язаний із найдавнішими літературними пам'ятниками — Ведами, представлений речитацією священних текстів Ригведи та більш розвинутими мелодичними взірцями гімнотворчості, зафіксованими в Самаведі (веда мелодій). Поряд із культово-обрядовою ведичною традицією існували розвинені форми народного та світського мистецтва.

## Фольклор
Видове, жанрове, ладово-ритмічне багатство індійського фольклору пояснюється тим, що Індія — країна поліетнічна, багатомовна. Поширені:
- балади (які часто розігруються як народні вистави на епічні й історичні сюжети) — повала та лавані в Махараштрі, бурракатха в Андхрі, пабуджі в Раджастхані, пандавані в Мадх'я-Прадеш;
- пісенно-танцювальні форми — гарба в Гуджараті, суа в Мадх'я-Прадеш, колаттам у Кералі, чакрі в Кашмірі;
- ліричні пісні — бхатіалі в Бенгалії, дхола в Пенджабі, паніхарі в Раджастхані;
- трудові — шари в Бенгалії, махітья в Пенджабі, каджари в Уттар-Прадеш.

Інструментарій включає:
- ударні — дгол, дголак, дамару, удуккаї, даф, тамматаї, канджира, гумматі, нагара;
- духові — комбу, сингх (різновиди рога), тиручиннам, карна (прямі труби), бансури, муралі, алгоза (флейти), пунги, махуди, гхонга, мохори, нагасар, сурнай, нафери;
- струнно-щипкові — ектар, дотара, тунтуне, джантар;
- струнно-смичкові — камайча, банам, саринда.

## Класична музика
Класичне музичне мистецтво, ранні форми якого сформувались у VII століття, поширюється при дворах знаті, у традиційному театрі та поряд із культово-релігійними жанрами — у храмовому мистецтві. Індійська класична музика існувала як монодійна традиція, її основою стала рага. Філософсько-естетичні та теоретичні принципи індійського класичного мистецтва, зокрема музики, одержали обґрунтування в трактатах «Натьяшастра» Бхараті (близько 2-4 ст. н. е.), «Брихаддеші» Матангі (5 — 7 століття), «Сангіта-ратнакара» Шарнгадеві (13 ст.), «Сварамелакаланідхі» Рамаматьї (16 століття) й інші. Звук (нада) розглядався у вигляді енергії космосу, життя, що дало початок, а ритм розвитку Всесвіту, як вважалося, втілювався задопомогою певного сполучення музичних звуків (ритічна система тала). На основі космологічних уявлень в музиці виникають аналогії 7 основних звуків індійського ладу з 7 планетами Сонячної системи, а також звукова градація октави на 22 інтервали менших за півтон — шруті. Кожному музичному звукові відповідав певний поетично-кольоровий символ, а лад, складений з урахуванням переваги тих або інших тонів й опорних ступенів (ваді і самваді), розглядався як носій конкретного образно-емоційного змісту. Північноіндійська музична система спирається на 10 ладів (тхат), південноіндійська — на 72 лади (мела).
Починаючи з XIII століття культура північної Індії, що стикнулася з мистецькими традиціями Передньої і Середньої Азії, переживала вплив мусульманського мистецтва. У руслі індійської класичної музики розвинулися два напрямки: північний (хіндустані), що зазнав впливів ззовні, і південний (карнатак), що зберіг споконвічний національний стиль. Розходження їх не були глибинними й виражалися в особливостях виконавської практики й прихильності до певних жанрів. На відміну від музики Південної Індії — головним чином вокальної традиції, на півночі інструментальна музика згодом виділяється в самостійний жанр. У південноіндійській музиці на основі раги народжуються релігійні пісні кіртан і пада, що досягли досконалості в композиціях Пурандарадаси (кінець 15 — 1-а половина 16 століття) і Кшетрайна (17 століття), провідний вокальний жанр карнатскої традиції — криті, ознаменований творчістю найбільших музикантів 2-ї половини 18 — 1-й половини 19 століття Шьяма Шастрі, Муттусвамі Дикшитара, Тьягараджи. З'являються зразки т. зв. легкої класичної музики (тісно пов'язаної з фольклором) — тіллана (18 століття), джавалі (19 століття). Найважливішими жанрами північноіндійської класичної традиції стали урочисто-гімнічні дхрупад (розквіт пов'язаний з творами Свамі Харидаса — 16 — поч. 17 століття і Міана Тансена — 16 століття) і культивований у вокальній, а потім в інструментальних формах романтично-віртуозний кхайял. Його основоположником ряд дослідників вважають Аміра Хосрова, 13 століття; кульмінаційний період — у виконавській практиці музикантів 18 століття Ніямата Хана (Садаранга) і Фіроуза Хана (Адаранга). Кхайял активізує міську музичну культуру — створюються локальні виконавські школи (гхорани). Легка класична музика на півночі Індії представлена вокальним мистецтвом тхумрі, газал, дадра, таппа, тарана. І південна і північна традиції представлені в творчості Сваті Тірунала (19 століття).
Класичний інструментарій включає:
- струнно-щипкові — віна, ситара, сарод, тампура;
- струнно-смичкові — саранги
- духові — флейти, шехнаї і нагасварам (різновиди гобоя), мініатюрні фісгармонії;
- ударні — пакховадж, табла, мриданга, гхатам.

Характерною рисою індійської художньої культури є синтез мистецтв. Органічний сплав інструментального, вокального, хореографічного мистецтва викликав до життя форми індійського традиційного музичного театру — джатра, якшагана, тамаша та інших. Взірці музичного театру являють собою й класичні стилі індійського танцю — бхарат натьям, катхакали, катхак, маніпурі.

## Музична культура Індії XIX—XX століть
Підйом національно-визвольного, антиколоніального руху в Індії (1-а пол. 19 — сер. 20 століття) ознаменував новий важливий період у розвитку національної музичної культури. Яскравою сторінкою стала творчість просвітителя, письменника, музиканта й художника Р. Тагора. У середовищі передової інтелігенції підсилюється інтерес до вивчення національної музичної спадщини (проводяться Всеіндійські музичні конференції, видаються збірки пісень, антології класичної музики, історичні і теоретичні дослідження), уніфікується система нотації, активізуються форми муз.-просвітньої діяльності, відкриваються навчальні заклади, створюються громадські організації (Музична академія в Мадрасі, 1928; Центр мистецтва Кералі, 1930; Бенгальське товариство по збереженню народного мистецтва, 1932; Музичний інститут Гандхарва Махавидьялайя в Лахорі, 1901-08; новий інститут під тією ж назвою відкритий в 1939 у Делі). Значну роль в культурному підйомі зіграли Вішну Нарайяна Бхаткханде, Вішну Дігамбар Палускар, Чіннасвамі Мудальяр та інші.
Із завоюванням Індією незалежності (1947) зв'язаний новий етап у розвитку індійської музики, він характеризується відродженням традиційних форм на новому рівні. Успадковуються й переосмислюються різноманітні засоби сценічної виразності. Важливим стимулом розвитку композиторської творчості стала кіномузика, в якій визначилися тенденції до об'єднання принципів стилістики національних та західно-європейських шкіл. В цьому жанрі працюють А. Бісвас, X. Кумар, С. Чоудхурі, Р. Барман, С. Бхаскар та інші. Серед музикознавців — П. Самбамурті, Р. Айянгар, С. В. Айяр, С. Праджнаіананда, Б. Ч. Дева, О. Госвамі, В. Дешпанде, А. Ренеді. У царині класичних жанрів широко відомі музиканти-виконавці— К. С. Нарайянасвами, С. Балачандер, Р. К. Сурьянарайяна (віна), Вилайят Хан, Рави Шанкар, Никхил Банерджи, Дебу Чоудхури (ситар), Али Акбар Хан, Амджат Али Хан, Бімсен Джоши (сарод), Бісмілла Хан (шехнаї), Харіпрасад Чаурасья, Рамана (флейта), Л. Субраманіам, Т. Н. Крішнан (скрипка), співаки брати Дагар, Кумар Гандхарва, Б. Чатурведі, Р. К. Шрікантан, М. М. Айяр, співачки Суббулакшмі, Парвін Султана, Шобха Гурті та інші.
У країні діє безліч музичних шкіл і коледжів, музичних факультетів при університетах, функціонує ряд установ, що координують дослідницьку і виконавську діяльність в галузі музичного мистецтва, що організують наукові форуми й фестивалі; серед них — Делійська академія музики, танцю і драми (Санґіт Натак Академі), Національний центр виконавських мистецтв в Бомбеї, Мадраська музична академія. Всеіндійському радіо належить провідна роль у пропаганді різних форм національної музичної культури. Виходять журнали «Journal of the Sangeet Natak Akademi» (New Delhi), «National Centre for the Performing Arts» (Bombay), «Journal of the Music Akademy» (Madras) та інші.

## Індійська музика у західній культурі
Індійською музикою цікавилися джазові музиканти. Джон Колтрейн у листопаді 1961 записав під впливом індійської музики композицію Індія, що вийшла в альбомі Impressions (1963). Майлз Девіс після 1968 року, перейшовши до електронного звуку, концертував і писав альбоми з рядом індійських музикантів, серед них Халіл Балакрішна, Біхарі Шарма і Бадал Рой. Джазовий гітарист Джон Маклафлін провів кілька років у м. Мадурай, вивчаючи музику карнатака; це відбилося на ряді його альбомів, у першу чергу «Shakti», який був записаний з поруч відомих індійських музикантів.
Джордж Харрісон використав ситару як гітару, зігравши на ньому мелодію в пісні Бітлз «Norwegian Wood» (1965), після чого став учнем Раві Шанкара. Слідом за Бітлз елементи індійської музики використали Grateful Dead, Incredible String Band, the Rolling Stones, the Move, Traffic та інші гурти.
Із втратою популярності руху хіпі, психоделічного року і нью-ейдж, широка популярність поєднання європейської й індійської музики спала, однак тривали експерименти, а також відбулися якісні зміни. Наприкінці 1980-х з'явився ряд нових індійсько-британських музикантів, що поєднувала традиції в т. зв. Asian Underground.
Від 1970-х музика пенджабської діаспори з елементами фольку отримала назву бхангра.